# Grevillea annulifera
Espèce
Classification phylogénétique
Grevillea annulifera est une espèce d'arbuste endémique de l'Australie-Occidentale. Il mesure entre 1 et 4 mètres de hauteur et donne des fleurs blanches, crème ou jaunes entre juin et octobre (du début de l'hiver au milieu du printemps) dans son aire naturelle.
L'espèce a été décrite par le botaniste Ferdinand von Mueller en 1864.